# Андревско-Годуновская волость
Андревско-Годуновская волость, Андреево-Годуновская волость — волость в составе Александровского уезда Владимирской губернии. Волостной центр — село Андреевско-Годуновское (Андреевское-Годуновское, Годуново). Образована в 1861 году, упразднена в 1926 году.
Ныне территория Александровского, Переславского районов Владимирской области.

## Состав волости
По данным на 1913 год входили 48 населённых пункта
- Андреевско-Годуновское (Андреевское-Годуновское, Годуново) — волостной центр
- Артемьево
- Березники
- Боганы
- Богородское
- Бутырки (Завьялово)
- Вашкино
- Вельяминово
- Вески Большие
- Вески Малые
- Владимирово
- Высоково
- Демьяново
- Долгополье
- Егорьевское
- Еловки Большие
- Жилино
- Жуково
- Кандалиха
- Клемячево
- Куликовка
- Лаврово
- Локотково
- Новлянская
- Новоселка
- Патокино (ныне Паткино)
- Петровская
- Погорелка
- Подвезье (ныне Подвязье)
- Подсосенье
- Покров
- Поречье
- Пречистово (ныне Пречистино)
- Путилово
- Раево
- Родионцево
- Рябинки (ныне Рябинино)
- Семенково
- Спорново
- Сусловка
- Теплево
- Черницкое
- Четверть
- Числавль
- Чуркино
- Шихово
- Щеголенково (в 1920-е годы переименована в Базуново)
- Яковлево

## История
Образована как Андреево-Годуновская волость в 1881 году путем слияния Жилинской, Поречской и Рябининской волостей.
Упразднена в 1924 году и вошла в состав Андреевской волости.